# Sterculia euosma
Sterculia euosma là một loài thực vật có hoa trong họ Cẩm quỳ. Loài này được W.W. Sm. miêu tả khoa học đầu tiên năm 1917.